# Задворнов, Валерий Савватеевич
Валерий Савватеевич Задворнов (род. 10 января 1950, Крутинка, Омская область) — российский тренер по самбо и дзюдо, Заслуженный тренер России, Заслуженный работник физической культуры Российской Федерации.

## Биография
Родился в селе Крутинка (Омская область). В 1966 году переехал в Орск. Работал автомехаником. Увлекался самбо. Постепенно самбо стало его основной профессией. С 1971 года работает тренером. С 2006 года — директор орской детско-юношеской спортивной школы «Юность». По состоянию на 2016 год ДЮСШ подготовила 24 мастера спорта, 5 мастеров спорта международного класса, 2 Заслуженных мастера спорта.

## Известные воспитанники
- Задворнова, Елена Петровна (1974) — чемпионка и призёр чемпионатов России, призёр чемпионатов Европы и мира, Заслуженный мастер спорта России по самбо (2003), мастер спорта России по дзюдо.
- Кузина, Юлия Валерьевна (1976) — чемпионка и призёр чемпионатов России по дзюдо, призёр чемпионата Европы по дзюдо, чемпионка и призёр чемпионатов мира по самбо, Заслуженный мастер спорта России.

## Семья
- Задворнова, Елена Петровна — воспитанница и супруга. Дочь супругов Ксения также занимается самбо и дзюдо.
- Задворнова, Ксения Валерьевна — дочь, чемпионка России по дзюдо и самбо 2023.